# Іпатій Іван Майка
Іпатій Майка ЧСВВ (хресне ім'я Іван; 7 березня 1906, Тернопіль — 1 жовтня 1967, Монтевідео) — церковний діяч, священник Української греко-католицької церкви, василіянин, місіонер, душпастир в Аргентині та Уругваї.

## Життєпис
Іван Майка народився 7 березня 1906 року в Тернополі (Великі Гаї) в сім'ї Онуфрія Майки і Анни з дому Решетуха. Початкову освіту здобув у Тернополі, закінчив також п'ять класів Тернопільської української гімназії. 5 червня 1924 року вступив до Василіянського Чину на новіціят у Крехівський монастир, де під час обряду монаших облечин отримав монаше ім'я Іпатій. Три роки гімназійних студій пройшов у Крехові (1926) і Лаврові (1926–1928), філософію вивчав у Добромильському монастирі (1928–1930), а богослов'я в монастирі св. Юрія в Кристинополі (1930–1933). 9 серпня 1931 року склав урочисту монашу професію, а 25 грудня 1932 отримав священничі свячення з рук Перемишльського єпископа Йосафата Коциловського.
Після короткочасного перебування в Добромильському монастирі, 17 грудня 1934 року виїхав на душпастирську і місіонерську працю до Бразилії, проте вже через неповний місяць (14 вересня 1935) виїхав на постійне місце праці в Аргентину в провінцію Місьйонес. Від 1940 року — в Буенос-Айресі, але незабаром оселився в Беріссо. Заснував у Беріссо українську греко-католицьку парафію, збудував парафіяльний дім, придбав землю і розпочав будівництво монастиря і школи для сестер василянок. Сам довший час мешкав у хатині, збудованій з порожніх бляшаних ящиків з-під яблук і при цьому працював капеланом у лікарні. Започаткував щорічні паломництва українців греко-католиків до марійського відпустового центру в місті Лухан (провінція Буенос-Айрес).
У 1956 році виїхав на працю до Монтевідео (Уругвай), де й помер 1 жовтня 1967 року. 13 березня 1977 року його тлінні останки було перевезено до міста Апостолес і похоронено на василіянській дільниці міського цвинтаря.